# Laguna de Aljojuca

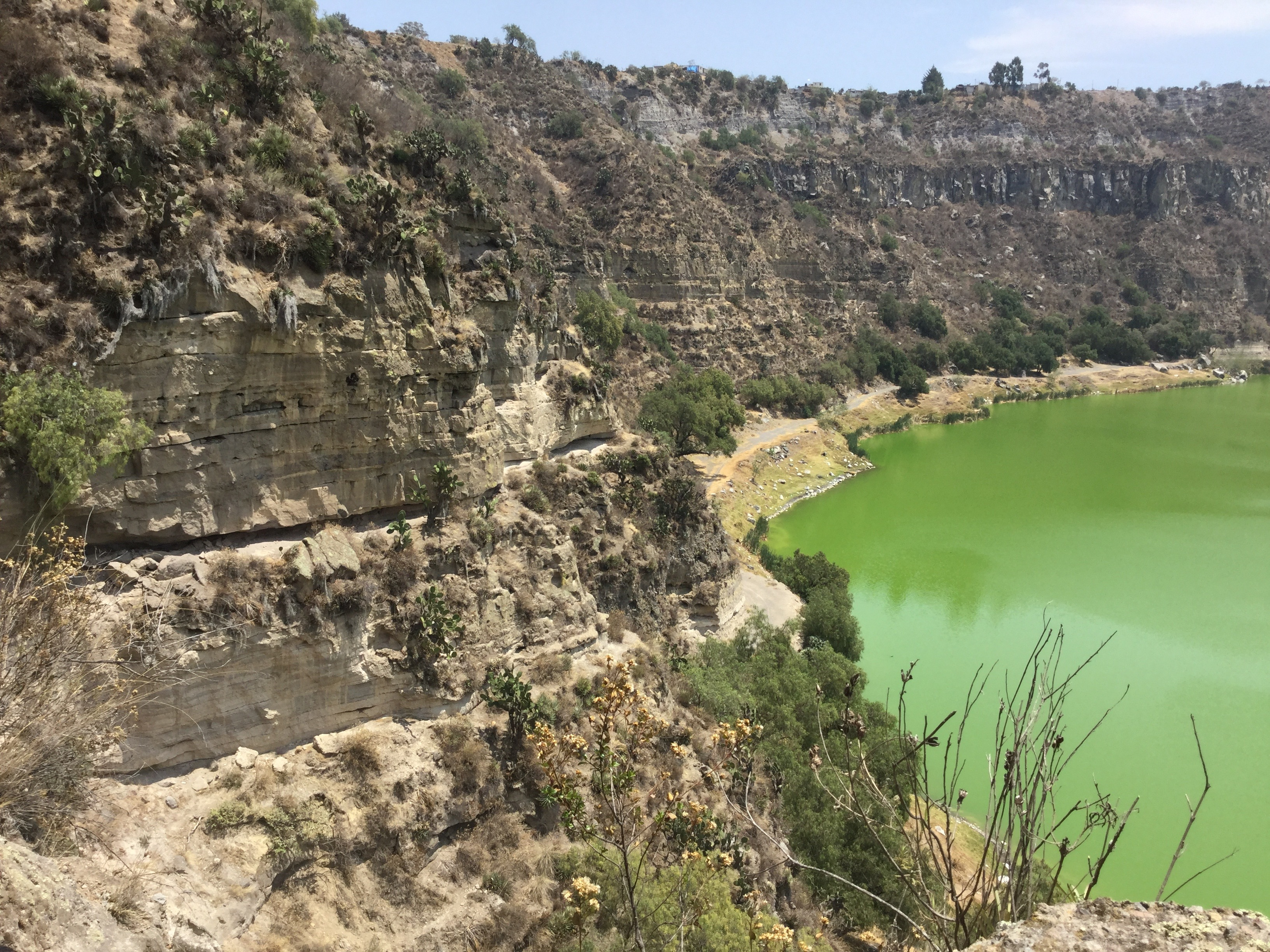
Laguna de Aljojuca Puebla (México)

La laguna de Aljojuca es un maar —cráter volcánico lleno de agua— de aproximadamente 1 km de diámetro. Tiene una profundidad de alrededor de 50m, y se ubica en el poblado de Aljojuca, a hora y media de la ciudad de Puebla en México.
En la parte norte de su estructura se puede acampar todo el año en un pequeño bosque, además existe una bajada
que ha sido acondicionada para descender en cualquier automóvil; en la parte sur, existen
grandes acantilados prácticamente verticales con senderos de apenas unos metros entre la
pared de roca y la laguna.
Recientemente (2006) se había iniciado un programa de piscicultura para aprovechar el agua.
Para llegar a la laguna existen varias veredas muy escabrosas y una bajada de terracería. La bajada a pie no lleva más de una hora. 
Durante el invierno la laguna sufre un cambio llamado por los lugareños "azuframiento", la laguna cambia de color de un azul intenso a un verde esmeralda y todos los peces suben a la superficie. Esta es la mejor temporada para pescar.
Actualmente se está promocionando como un lugar para realizar ecoturismo. La cercanía con el Gran Telescopio Milimétrico y de la ciudad de Puebla podría ser un incentivo para que en los próximos años, la población rural de Aljojuca tenga ingresos por este destino turístico.